# Danh sách tập phim Inu Yasha (mùa 1)

Bìa của bộ đĩa DVD của loạt anime Inu Yasha mùa 1.

Mùa 1 của bộ phim hoạt hình anime InuYasha được phát sóng tại Nhật Bản trên kênh Animax từ ngày 16 tháng 10 năm 2000 tới ngày 21 tháng 5 năm 2001, với nội dung dựa trên bộ manga cùng tên của tác giả Takahashi Rumiko. Anime Inu Yasha được công ty Sunrise sản xuất và được đạo diễn bởi Ikeda Masashi. Cụ thể là, mùa 1 chủ yếu nói về sự xuất hiện của các nhân vật chính: Khuyển Dạ Xoa (Inu Yasha), Nhật Mộ Li (Higurashi Kagome) cùng những người bạn trong nhóm, Cát Cánh (Kikyo), Sát Sinh Hoàn (Sesshomaru) và đặc biệt là nhân vật phản diện Nại Lạc (Naraku) cùng với những bước đầu tiên trong hành trình thu thập các mảnh ngọc Tứ Hồn của Khuyển Dạ Xoa và bạn bè.
Tại Bắc Mỹ, hãng Viz Media, một công ty con của Shogakukan, nắm bản quyền phát hành. Bản anime lồng tiếng Anh của mùa 1 được chiếu trên kênh Cartoon Network từ ngày 31 tháng 8 năm 2002 tới ngày 21 tháng 1 năm 2003, như một phần của chương trình Adult Swim. Các tập Anime Inu Yasha mùa 1 cũng được Viz phát hành trong bộ 9 đĩa DVD vào ngày 7 tháng 9 năm 2004.
Có 3 bài hát chính được dùng trong mùa 1 này:
- Bài hát mở đầu Change the World thể hiện bởi V6 (tập 1-27).
- Bài hát kết thúc My Will thể hiện bởi Dream (tập 1-20).
- Bài hát kết thúc Fukai Mori (深い森 Rừng sâu?) thể hiện bởi Do As Infinity (tập 21-27).

## Danh sách tập
| STT | Tên tập phim | Ngày phát sóng gốc        |
| --- | --- | ------------------------- |
| 1 | "Cô thiếu nữ vượt thời gian và người thiếu niên bị phong ấn" "Jidai o Koeta Shōjo to Fūinsareta Shōnen" (時代（とき）を越えた少女と封印された少年) | ngày 16 tháng 10 năm 2000 |
| Cô nữ sinh 15 tuổi Kagome bị một tên yêu quái rết kéo vào chiếc giếng cổ tên Thực Cốt trong ngôi đền tại nhà mình và sau đó trở về thời quá khứ cách đó 5 thế kỷ. Sau đó cô gặp Inuyasha, Kaede và cả tên yêu quái rết tấn công mình nữa. | |                           |
| 2 | "Những kẻ tìm kiếm ngọc Tứ Hồn" "Shikon no Tama o Nerau Monotachi" (四魂の玉を狙う者たち)                                                          | ngày 23 tháng 10 năm 2000 |
| Inuyasha, sau khi được giải ấn khỏi cây cổ thụ thần thánh Goshinboku bởi kagome, nhanh chóng nghĩ đến mục tiêu đoạt lấy mảnh ngọc Tứ Hồn để trở thành một đại yêu quái thực thụ. Còn kagome thì lại đi tìm chiếc giếng Thực Cốt, cánh cổng đưa mình tới thế giới tương lai, với hy vọng có thể trở về nhà bằng chính con đường đó. | |                           |
| 3 | "Rơi xuống vực sâu rồi quay trở lại !" "Honekui no Ido kara Tadaima!" (骨喰いの井戸からただいまっ！)                                               | ngày 30 tháng 10 năm 2000 |
| Ngọc Tứ Hồn đã bị vỡ và các mảnh vỡ của nó văng khắp nơi. Giống như cả viên ngọc, các mảnh vỡ của nó cũng có khả năng làm tăng yêu lực. Bây giờ Inuyasha lại phải lo nghĩ đến việc chạy loanh quanh khắp nước Nhật cổ để tìm lại các mảnh ngọc, còn Kagome thì lại rơi vào chiếc giếng cổ và tình cờ trở về nhà. | |                           |
| 4 | "Yura, kẻ điều khiển tóc" "Sakasagami no Yōma Yūra" (逆髪の妖魔 結羅)                                                                              | ngày 6 tháng 11 năm 2000  |
| Yura, yêu quái có thể điều khiển tóc, bây giờ đang truy sát Inuyasha để cướp đoạt mảnh ngọc Tứ Hồn. | |                           |
| 5 | "Sát thủ quý tộc, Sesshoumaru" "Senritsu no Kikōshi Sesshōmaru" (戦慄の貴公子 殺生丸)                                                              | ngày 13 tháng 11 năm 2000 |
| Bây giờ Kagome đang cố gắng thích nghi với nước Nhật thời Chiến Quốc vì nhiệm vụ của mình. Trong khi đó, Myouga, một yêu quái bọ chét và là một gia thuộc trung thành của Inuyasha, xuất hiện và quá đó Kagome biết được sự thật về cha và mẹ của Inuyasha. Cùng lúc đó, người anh trai cùng cha khác mẹ của anh, Sesshoumaru, cũng xuất hiện... | |                           |
| 6 | "Thiết Toái nha, thánh kiếm bí ẩn" "Bukimina Youtō Tetsusaiga" (不気味な妖刀 鉄砕牙)                                                               | ngày 20 tháng 11 năm 2000 |
| Bây giờ Khuyển Dạ Xoa phải vượt qua những ảo ảnh về người mẹ của mình để đánh nhau với Sát Sinh Hoàn, kẻ truy sát anh để giành được thanh kiếm Thiết Toái nha, di vật do người cha Khuyển Đại tướng để lại. | |                           |
| 7 | "Inuyasha và Sesshoumaru giao đấu !" "Gekitaiketsu! Sesshōmaru tai Tetsusaiga!" (激対決！ 殺生丸ＶＳ鉄砕牙!!)                                      | ngày 27 tháng 11 năm 2000 |
| Bây giờ thì Thiết Toái nha đã nằm trong tay Inuyasha, nhưng Sesshoumaru lại bung hết sức mạnh khủng khiếp của mình để biến thành một con chó trắng khổng lồ. | |                           |
| 8 | "Yêu quái ếch Điện hạ" "Tono Yōkai Tsukumo no Gama" (殿様妖怪 九十九の蝦蟇)                                                                        | ngày 4 tháng 12 năm 2000  |
| Sau trận đấu với Sát Sinh Hoàn, Khuyển Dạ Xoa và Nhật Mộ Li lại lên đường tìm kiếm những mảnh ngọc Tứ Hồn. Rồi họ gặp một thanh niên trẻ hậu đậu với lời cầu xin hãy cứu lấy ngôi thành của anh đang bị một tên yêu quái ếch khống chế. | |                           |
| 9 | "Thất Bảo xuất hiện ! Anh em Sấm Sét Phi Thiên và Mạn Thiên" "Shippō Tōjō! Raijū Kyōdai Manten Hiten" (七宝登場！ 雷獣兄弟 飛天満天!!)             | ngày 11 tháng 12 năm 2000 |
| Bầu trời bỗng nhiên tối sầm lại, và một quầng lửa xuất hiện xung quanh Khuyển Dạ Xoa và Nhật Mộ Li. Đó là sản phẩm của Thất Bảo, một chú hồ yêu nhỏ tuổi có cha bị giết bởi anh em Sấm Sét: Phi Thiên và Mạn Thiên. Mục đích của Thất Bảo là cướp lấy những mảnh ngọc Tứ Hồn hòng có được sức mạnh để trả thù cho cha mình. | |                           |
| 10 | "Anh em Sấm Sét giao đấu với Thiết Toái nha" "Yōtō Gekitotsu! Raigekijin tai Tetsusaiga" (妖刀激突！ 雷撃刃ＶＳ鉄砕牙!!)                           | ngày 18 tháng 12 năm 2000 |
| Khuyển Dạ Xoa truy tìm anh em Sấm Sét để giải cứu Nhật Mộ Li và sau đó chạm trán Phi Thiên. Trong khi đó, Thất Bảo và Nhật Mộ Li vừa chạy vắt giò lên cổ vừa vắt óc tìm cách đương đầu với Mạn Thiên. | |                           |
| 11 | "Tai ương của chiếc mặt nạ thịt" "Gendai ni Yomigaeru Noroi no Nōmen" (現代によみがえる呪いの能面)                                                 | ngày 15 tháng 1 năm 2001  |
| Khi ông của Nhật Mộ Li bị tấn công bởi một chiếc mặt nạ kỳ quái, không ai tin ông cho đến khi họ chứng kiến nó. Chiếc mặt nạ ấy, bị kích thích bởi sự hiện diện của những mảnh ngọc Tứ Hồn, không từ mọi thủ đoạn gì để cướp đoạt mảnh ngọc cũng như tìm kiếm cho mình một cơ thể mới. Nhật Mộ Li lúc này buộc phải bảo vệ các mảnh ngọc cho đến khi em trai mình, Nhật Mộ Thảo Thái tìm được Khuyển Dạ Xoa... | |                           |
| 12 | "Đồng Yêu thổi sáo và linh hồn nhỏ bé kỳ lạ" "Tatari Mokke to Chīsaina Akuryō" (タタリモッケと小さな悪霊)                                          | ngày 22 tháng 1 năm 2001  |
| Khuyển Dạ Xoa gặp Đồng Yêu thổi sáo, một yêu quái có nhiệm vụ đưa linh hồn những đứa trẻ lên thiên đàng, nếu chúng là những đứa trẻ ngoan, và xuống địa ngục, nếu chúng là những đứa trẻ hư. Thường thì Đồng Yêu có cặp mắt ti hí, nhưng khi mắt chúng mở to thì đó là thời điểm quyết định đứa trẻ xuống địa ngục. Trong khi đó, Nhật Mộ Li tình cờ gặp Chân Gio, linh hồn của chị một người bạn của Nhật Mộ Thảo Thái. Sự thù hận, giận dữ và ghen tị của Chân Gio sẽ khiến cô xuống địa ngục trừ phi cô trút bỏ được nó...                                                                | |                           |
| 13 | "Bí ẩn đêm trăng non: Khuyển Dạ Xoa với mái tóc đen" "Shingetsu no Nazo! Kurogami no Inuyasha" (新月の謎 黒髪の犬夜叉)                             | ngày 29 tháng 1 năm 2001  |
| Khuyển Dạ Xoa, Nhật Mộ Li và Thất Bảo vừa mới cứu Nazuna, một cô bé rất căm thù yêu quái do cha cô đã bị những yêu quái nhện sát hại. Để trả ơn ba người, nhà sư đồng thời là cha nuôi của Nazuna quyết định mời ba người tá túc tại ngôi chùa ông trụ trì. Nhưng không lâu sau đó, mọi người nhanh chóng nhận ra chân tướng của việc những yêu quái nhện luôn xuất hiện xung quanh chùa. | |                           |
| 14 | "Bình tro bị đánh cắp của Cát Cánh" "Nusumareta Kikyō no Reikotsu" (盗まれた桔梗の霊骨)                                                            | ngày 5 tháng 2 năm 2001   |
| Khuyển Dạ Xoa lại mơ thấy khoảnh khắc Cát Cánh phong ấn mình, rồi khi thức dậy anh phát hiện có một yêu quái tấn công ngôi làng, làm Phụng lão lão bị thương và cướp bình tro của Cát Cánh. Khuyển Dạ Xoa, Nhật Mộ Li và Phụng lão lão lại lên đường đi giành lại bình tro. | |                           |
| 15 | "Vu nữ bi vận Cát Cánh sống lại" "Hiun no Miko Kikyō Fukkatsu" (悲運の巫女 桔梗復活)                                                               | ngày 12 tháng 2 năm 2001  |
| Tên yêu quái lại bắt cóc Nhật Mộ Li mưu dùng linh hồn của cô để hồi sinh cho Cát Cánh, vì thân xác của Cát Cánh sẽ không sống dậy được nếu không có linh hồn của Nhật Mộ và nếu Khuyển Dạ Xoa không gọi tên của cô. Tuy nhiên, trái với dự tính của yêu quái, Cát Cánh không tuân lệnh y, cô giết tên yêu quái và sau đó tấn công Khuyển Dạ Xoa để tiếp tục giải quyết món nợ máu 5 thập kỷ về trước. | |                           |
| 16 | "Phong huyệt trên cánh tay phải của pháp sư bất lương Di Lặc" "Migi Te ni Kazāna Furyō Hōshi Miroku" (右手に風穴 不良法師 弥勒)                    | ngày 19 tháng 2 năm 2001  |
| Khuyển Dạ Xoa, Nhật Mộ Li và Thất Bảo chạm trán Di Lặc, một nhà sư trẻ, đẹp trai nhưng háo sắc dự tính cướp đoạt mảnh ngọc Tứ Hồn trên người Nhật Mộ. Và qua đó, cả nhóm cũng được biết rằng lời nguyền Phong huyệt trên tay phải của anh là do Nại Lạc, một yêu quái đã từng theo đuổi ngọc Tứ Hồn suốt 50 năm, gây ra. | |                           |
| 17 | "Hộp mực ma quái của người họa sĩ gian tà" "Jigoku Eshi no Kegareta Sumi" (地獄絵師の汚れた墨)                                                     | ngày 26 tháng 2 năm 2001  |
| Khuyển Dạ Xoa, Nhật Mộ Li, Thất Bảo, Di Lặc pháp sư quyết định hợp tác với nhau khi họ phát hiện nhiều yêu quái kỳ lạ bao quanh một ngôi thành của một vị lãnh chúa và cô con gái xinh đẹp của ông. Họ phải tim cách đoạt lấy mảnh ngọc Tứ Hồn, nguyên nhân biến những hình vẽ tà ác của một họa sĩ thành hiện thực. | |                           |
| 18 | "Nại Lạc câu kết với Sát Sinh Hoàn" "Te O Kunda Naraku to Sesshoumaru" (手を組んだ奈落と殺生丸)                                                    | ngày 5 tháng 3 năm 2001   |
| Sát Sinh Hoàn nhận được một cánh tay người có gắn một mảnh ngọc Tứ Hồn của Nại Lạc để anh có thể cầm được thanh Thiết Toái nha và tiêu diệt Khuyển Dạ Xoa. Hơn nữa, Nại Lạc còn đưa cho Sát Sinh Hoàn ổ trùng độc Tối mãnh thắng khiến cho Di Lặc pháp sư không thể dùng Phong huyệt được. | |                           |
| 19 | "Về nhà đi, A Li ! Về thời đại của cô đi !" "Kaere, Kagome! Omae no Jidai ni" (帰れ、かごめ！ お前の時代に)                                        | ngày 12 tháng 3 năm 2001  |
| Khuyển Dạ Xoa đoạt lại được Thiết Toái nha nhưng anh đã bắt đầu lo lắng cho sự an toàn của Nhật Mộ Li. Vì vậy anh doạt lấy mảnh ngọc Tứ Hồn, buộc Nhật Mộ Li trở về thời hiện đại và bít chiếng giếng Thực Cốt để cô không thể nào tới thời Chiến Quốc được nữa. | |                           |
| 20 | "Kẻ bất lương hèn hạ ! Bí ẩn của Nhện quỷ !" "Asamashiki Yatō, Onigumo no Nazo" (あさましき野盗 鬼蜘蛛の謎)                                        | ngày 19 tháng 3 năm 2001  |
| Phụng lão lão kể cho Khuyển Dạ Xoa và Di Lặc pháp sư về việc bà và Cát Cánh đã từng cứu chữa một tên cướp bi thương nặng trong một chiếc hang gần đấy. Tên cướp trở nên si mê Cát Cánh đến mức y sẵn sàng cho những yêu quái khác nhập vào cơ thể mình để có được sức mạnh, kết quả của việc này là sự hình thành Nại Lạc. Trong lúc đó, Nại Lạc đưa một mảnh ngọc Tứ Hồn nhiễm bẩn vào đầu yêu quái Lang Chã Cang và lệnh cho y tấn công nhóm Khuyển Dạ Xoa khi anh còn đang bị thương còn pháp sư Di Lặc thì không dùng được Phong huyệt do sự hiện diện của bọn trùng độc Tối mãnh thắng. | |                           |
| 21 | "Chân tướng thật sự của Nại Lạc" "Naraku no Shinjitsu ni Semaru Kikyō no tamashī zenpen" (奈落の真実に迫る桔梗の魂 前編)                           | ngày 9 tháng 4 năm 2001   |
| Nhận thấy rằng mình không còn có thể trở về qua khứ, Nhật Mộ Li quyết định chấp nhận lời mời hẹn hò của Bắc Điều. Trong khi đó ở thời Chiến Quốc, Di Lặc pháp sư và Phụng lão lão đang ra sức bảo vệ Khuyển Dạ Xoa bị thương, còn Thất Bảo thì tìm cách đưa Nhật Mộ Li về thời Chiến Quốc. Sau cùng thì Nại Lạc lộ chân tướng: y là kẻ gài bẫy để Khuyển Dạ Xoa và Cát Cánh sát hại lẫn nhau 50 năm về trước. | |                           |
| 22 | "Nụ cười bí ẩn; Linh hồn lang thang của Cát Cánh" "Naraku no Shinjitsu ni Semaru Kikyō no tamashī kōhen" (奈落の真実に迫る桔梗の魂 後編)           | ngày 9 tháng 4 năm 2001   |
| Sau lần gặp mặt Khuyển Dạ Xoa, Cát Cánh sống tại một ngôi làng và chữa trị cho người dân ở đó. Tuy nhiên cô phải hấp thu những linh hồn người chết để duy trì sự sống của mình. Việc này bị một nhà sư phát hiện, ông định giết chết Cát Cánh để linh hồn cô được siêu thoát nhưng Cát Cánh đã phải giết ông để tự vệ. Trong lúc đó, Khuyển Dạ Xoa và bạn bè đang điều tra về hiện tượng những con Tử Hồn trùng đánh cắp linh hồn của những cô gái vừa chết, và một vài trong số đó dẫn cả nhóm đến chỗ Cát Cánh...                                                                          | |                           |
| 23 | "Tiếng gọi của A Li và nụ hôn của Cát Cánh" "Kagome no Koe to Kikyō no Kuchizuke" (かごめの声と桔梗の口づけ)                                       | ngày 16 tháng 4 năm 2001  |
| Khuyển Dạ Xoa vội vã đi tìm Cát Cánh, nhưng chính Nhật Mộ Li là người thấy cô trước. Nhật Mộ Li cố gắng giải thích về sụ thật đằng sau mối thù của Cát Cánh với Khuyển Dạ Xoa 50 năm về trước, nhưng Cát Cánh không thể vượt qua sự thù hận với Khuyển Dạ Xoa và cô quyết định cùng đưa Khuyển Dạ Xoa xuống địa ngục với mình. | |                           |
| 24 | "Yêu quái Thoái trị ốc San Hô xuất hiện !" "Yōkaitaijiya, Sango Tōjō!" (妖怪退治屋 珊瑚登場！)                                                     | ngày 23 tháng 4 năm 2001  |
| Yêu quái thoái trị ốc San Hô là người duy nhất còn sống sót trong ngôi làng của những người cùng nghề với mình sau cuộc tấn công của những yêu quái do Nại Lạc sai đến nhằm đoạt lấy mảnh ngọc Tứ Hồn trong làng. Cô quyết định trả thù, nhưng vấn đề là cô lầm tưởng Khuyển Dạ Xoa là kẻ thủ ác... | |                           |
| 25 | "Mưu kế xảo quyệt của Nại Lạc" "Naraku no Bōryaku o Uchi Yabure!" (奈落の謀略をうち破れ！)                                                         | ngày 7 tháng 5 nằm 2001   |
| Dù không tin tưởng lắm, San Hô quyết định chấp nhận mượn mảnh ngọc Tứ Hồn của Nại Lạc để trả thù. Sau đó cô chạm trán với Khuyển Dạ Xoa, nhưng rồi mọi người sớm nhận ra rằng Nại Lạc đã đặt một con rối của mình tại trận chiến để giám sát và tấn công Di Lặc cùng Vân Mẫu. | |                           |
| 26 | "Bí mật của viên ngọc Tứ Hồn" "Tsui ni Akasareta Shikon no Himitsu" (ついに明かされた四魂の秘密)                                                   | ngày 14 tháng 5 năm 2001  |
| Để trả ơn cứu giúp của Khuyển Dạ Xoa và bạn bè, San Hô quyết định dẫn mọi người tới chiếc hang nơi sinh ra ngọc Tứ Hồn. Bí mật của sự hình thành viên ngọc Tứ Hồn dần được hé lộ. | |                           |
| 27 | "Vị thủy thần gian tà của chiếc hồ hắc ám" "Suijin ga Shihaisuru Yami no Mizūmi" (水神が支配する闇の湖)                                            | ngày 21 tháng 5 năm 2001  |
| Nhóm của Khuyển Dạ Xoa phát hiện ra một ngôi làng phải hiến tế những đứa trẻ con cho một vị thủy thần tà ác của một chiếc hồ. Sau khi được con trai của vị trưởng làng "thuê" để cứu người bạn của mình sắp bị hiến tế, Khuyển Dạ Xoa, Nhật Mộ Li và Thất Bảo tiến vào sào huyệt của vị thủy thần để tiêu diệt y, trong khi đó Di Lặc pháp sư và San Hô tình cờ phát hiện ra vị thủy thần thật sự đã bị phế truất và đang bị giam cầm bởi vị thủy thần tà ác hiện tại. | |                           |